# Victor Oladipo
Kehinde Babatunde Victor Oladipo (Silver Spring, 4 mei 1992) is een Amerikaans basketballer.

## Carrière
Oladipo speelde collegebasketbal voor de Indiana Hoosiers van 2010 tot 2013. Hij stelde zich in 2013 kandidaat voor de NBA draft en werd als tweede gekozen in de eerste ronde achter Anthony Bennett door de Orlando Magic. Oladipo nam tijdens het All-Star weekend deel aan de Rising Stars Challenge en de Skills Challenge. Hij speelde 80 wedstrijden waarvan ongeveer de helft als starter. Aan het einde van het seizoen werd hij tweede in de NBA Rookie of the Year achter Michael Carter-Williams. Hij werd wel opgenomen in het NBA All-Rookie First Team. Hij miste de start van het seizoen 2014/15 door een blessure en keerde in november terug bij de Magic. Tijdens het All-Star weekend nam hij opnieuw deel aan de Rising Stars Challenge en werd ook tweede in de NBA Slam Dunk Contest achter Zach LaVine. Hij speelde een heel seizoen als starter voor zijn ploeg. In zijn derde seizoen had Oladipo het lastiger en verloor halverwege het seizoen zijn plaats als starter.
In juni 2016 werd hij door de Magic geruild naar de Oklahoma City Thunder samen met Ersan İlyasova en Domantas Sabonis voor Serge Ibaka. Hij speelde bij de Thunder een seizoen waarin hij opnieuw starter was. Aan het einde van het seizoen werd hij samen met Domantas Sabonis geruild naar de Indiana Pacers voor Paul George. Hij kende zijn beste seizoen tot dan toe bij de Pacers en werd voor een eerste keer geselecteerd tot NBA All-Star. Hij had aan het einde van het seizoen de meeste steals van alle spelers en werd geselecteerd tot NBA All-Defensive First Team, All-NBA Third Team en verkozen tot NBA Most Improved Player. Ook het daaropvolgende seizoen werd hij geselecteerd voor de All-Star Game ondanks dat hij in januari een zware blessure opliep waardoor hij de rest van het seizoen miste. Van november 2019 tot januari 2020 werd hij een aantal keren afwisselend uitgeleend aan de Fort Wayne Mad Ants om te herstellen van zijn blessure. In januari maakte hij dan zijn rentree bij de Pacers bijna een jaar na zijn blessure en operatie.
In januari 2021 werd hij door de Pacers geruild naar de Houston Rockets maar ook de Brooklyn Nets en Cleveland Cavaliers waren erbij betrokken net zoals volgende spelers: Jarrett Allen, Taurean Prince, Rodions Kurucs, Caris Levert, Dante Exum, James Harden en 17 verschillende draftpicks. Voor de Rockets speelde hij 20 wedstrijden waarna hij geruild werd naar de Miami Heat voor Avery Bradley en Kelly Olynyk en een draftpick. In mei had hij echter opnieuw een zware blessure die een einde maakte aan zijn seizoen na amper vier wedstrijden voor de Heat te hebben gespeeld. Hij maakte pas zijn terugkeer in maart 2022 en speelde dat seizoen acht wedstrijden voor de club in het reguliere seizoen en vijftien in de play-offs bijna altijd vanaf de bank. In het seizoen 2022/23 speelde hij 42 wedstrijden voor de Heat maar altijd als reservespeler.

## Erelijst
- NBA All-Star: 2018, 2019
- All-NBA Third Team: 2018
- NBA All-Defensive First Team: 2018
- NBA Most Improved Player: 2018
- NBA steals leider: 2018
- NBA All-Rookie First Team: 2014

## Statistieken

### Regulier seizoen
| Seizoen  | Team                  | WG  | WS  | MPW  | 2P%  | 3P%  | FW%  | RPW | APW | SPW | BPW | PPW  |
| -------- | --------------------- | --- | --- | ---- | ---- | ---- | ---- | --- | --- | --- | --- | ---- |
| 2013/14  | Orlando Magic         | 80  | 44  | 31,1 | 41,9 | 32,7 | 78,0 | 4,1 | 4,1 | 1,6 | 0,5 | 13,8 |
| 2014/15  | Orlando Magic         | 72  | 71  | 35,7 | 43,6 | 33,9 | 81,9 | 4,2 | 4,1 | 1,7 | 0,3 | 17,9 |
| 2015/16  | Orlando Magic         | 72  | 52  | 33,0 | 43,8 | 34,8 | 83,0 | 4,8 | 3,9 | 1,6 | 0,8 | 16,0 |
| 2016/17  | Oklahoma City Thunder | 67  | 67  | 33,2 | 44,2 | 36,1 | 75,3 | 4,3 | 2,6 | 1,2 | 0,3 | 15,9 |
| 2017/18  | Indiana Pacers        | 75  | 75  | 34,0 | 47,7 | 37,1 | 79,9 | 5,2 | 4,3 | 2,4 | 0,8 | 23,1 |
| 2018/19  | Indiana Pacers        | 36  | 36  | 31,9 | 42,3 | 34,3 | 73,0 | 5,6 | 5,2 | 1,7 | 0,3 | 18,8 |
| 2019/20  | Indiana Pacers        | 19  | 16  | 27,8 | 39,4 | 31,7 | 81,4 | 3,9 | 2,9 | 0,9 | 0,2 | 14,5 |
| 2020/21  | Indiana Pacers        | 9   | 9   | 33,3 | 42,1 | 36,2 | 73,0 | 5,7 | 4,2 | 1,7 | 0,2 | 20,0 |
| 2020/21  | Houston Rockets       | 20  | 20  | 33,5 | 40,7 | 32,0 | 78,3 | 4,8 | 5,0 | 1,2 | 0,5 | 21,2 |
| 2020/21  | Miami Heat            | 4   | 4   | 27,8 | 37,2 | 23,5 | 66,7 | 3,5 | 3,5 | 1,8 | 0,5 | 12,0 |
| 2021/22  | Miami Heat            | 8   | 1   | 21,6 | 47,9 | 41,7 | 73,7 | 2,9 | 3,5 | 0,6 | 0,1 | 12,4 |
| 2022/23  | Miami Heat            | 42  | 2   | 26,3 | 39,7 | 33,0 | 74,7 | 3,0 | 3,5 | 1,4 | 0,3 | 10,7 |
| Carrière | Carrière              | 504 | 397 | 32,2 | 43,6 | 34,7 | 78,8 | 4,5 | 3,9 | 1,6 | 0,5 | 16,9 |
| All-Star | All-Star              | 1   | 0   | 15,0 | 37,5 | 16,7 | 0,0  | 2,0 | 3,0 | 3,0 | 0,0 | 7,0  |

### Play-offs
| Seizoen  | Team                  | WG | WS | MPW  | 2P%  | 3P%  | FW%   | RPW | APW | SPW | BPW | PPW  |
| -------- | --------------------- | -- | -- | ---- | ---- | ---- | ----- | --- | --- | --- | --- | ---- |
| 2016/17  | Oklahoma City Thunder | 5  | 5  | 36,2 | 34,4 | 24,0 | 100,0 | 5,6 | 2,0 | 1,4 | 0,6 | 10,8 |
| 2017/18  | Indiana Pacers        | 7  | 7  | 37,3 | 41,7 | 40,4 | 73,2  | 8,3 | 6,0 | 2,4 | 0,4 | 22,7 |
| 2019/20  | Indiana Pacers        | 4  | 4  | 30,8 | 39,3 | 36,4 | 93,8  | 3,3 | 2,5 | 2,3 | 0,0 | 17,8 |
| 2021/22  | Miami Heat            | 15 | 1  | 24,5 | 36,8 | 27,4 | 79,2  | 3,4 | 2,1 | 1,3 | 0,3 | 10,6 |
| Carrière | Carrière              | 31 | 17 | 30,1 | 38,4 | 32,8 | 80,2  | 4,8 | 3,0 | 1,7 | 0,3 | 14,3 |